# جورج كريستنسن
جورج كريستنسن (بالإنجليزية: George Christensen)‏ هو ناشر وصحفي وسياسي أسترالي، ولد في 30 يونيو 1978 بماكاي في أستراليا. حزبياً، نشط في الحزب الوطني الليبرالي في كوينزلاند والحزب الوطني الأسترالي. وقد انتخب عضو مجلس النواب الأسترالي عن دائرة Division of Dawson ‏ (21 أغسطس 2010 – ).

## وصلات خارجية
- الموقع الرسمي